# Алан Пікок
Алан Пікок (англ. Alan Peacock, 29 жовтня 1937, Мідлсбро — 29 червня 2025) — англійський футболіст, нападник, фланговий півзахисник.
Насамперед відомий виступами за клуби «Мідлсбро» та «Лідс Юнайтед», а також національну збірну Англії.

## Клубна кар'єра
У дорослому футболі дебютував 1955 року виступами за команду клубу «Мідлсбро», в якій провів вісім сезонів, взявши участь у 218 матчах чемпіонату. Більшість часу, проведеного у складі «Мідлсбро», був основним гравцем команди. У складі «Мідлсбро» був одним з головних бомбардирів команди, маючи середню результативність на рівні 0,57 голу за гру першості.
Своєю грою за цю команду привернув увагу представників тренерського штабу клубу «Лідс Юнайтед», до складу якого приєднався 1964 року. Відіграв за команду з Лідса наступні три сезони своєї ігрової кар'єри. В новому клубі був серед найкращих голеодорів, відзначаючись забитим голом в середньому у кожній другій грі чемпіонату.
Завершив професійну ігрову кар'єру у нижчоліговому клубі «Плімут», за команду якого виступав протягом 1967–1968 років.

## Виступи за збірну
1962 року дебютував в офіційних матчах у складі національної збірної Англії. Протягом кар'єри у національній команді, яка тривала 4 роки, провів у формі головної команди країни лише 6 матчів, забивши 3 голи.
У складі збірної був учасником чемпіонату світу 1962 року у Чилі.

## Особисте життя та смерть
Після завершення ігрової кар'єри повернувся до рідного міста, де мав свій магазин з продажу газет.
У 2018 році Пікоку поставили діагноз деменція, помер 29 червня 2025 року у віці 87 років.

## Досягнення
Лідс Юнайтед
- Фіналіст Кубка Англії: 1964–65[2]